# Старе місто (Житомир)
Старе місто — історична місцевість Житомира.

## Історичні відомості
Старим містом вважаються міські квартали, що виникли та забудовані з середини XVIII ст. — до кінця ХІХ ст. на території тодішнього передмістя Житомира, за межами стародавнього (середньовічного) міста, що розкинулося на Замковій Горі, Охрімовій Горі та Подолі. Нові міські квартали сформували як старі шляхи, так і нові вулиці, що виникли протягом другої половини ХІХ ст. внаслідок втілення в життя Генеральних планів 1827 —1852 рр. Місто розвивалося у східному, північному та південному напрямах.
Три напрями орієнтації вуличної системи — північної, східної, південної введено генеральним планом 1827 року. «Скелетом» нової планувальної системи стала стара мережа доріг до приміських сіл, що сформувалася ще у XVIII ст. При всій, на перший погляд, хаотичності, в ній простежувалися риси радіально-відцентрової системи. Від Семінарійської площі (нині Соборна), колишньої околиці, де сформувався новий головний центр міста, брали початок магістральні вулиці: Київська вулиця (дорога на Вереси), Велика Бердичівська вулиця (дорога на Станишівку, Кодню та Бердичів), Велика Чуднівська вулиця (дорога на Чуднів через Павликівку), нині Леха Качинського та Старовільська вулиця (дорога на Вільськ). В той же час, більшість старих вулиць, що являли собою стародавні шляхи від Житомирського замку, перетворилися на звичайні міські вулиці. Так, Мала Бердичівська вулиця стала дублером Великої Бердичівської, а Любарська вулиця після відкриття нової дороги на Чуднів через Павликівку (Великої Чуднівської), стала її дублером. Згодом перетворення на другорядну зазнала Старовільська вулиця, колишній шлях на Вільськ, яка стала дублером новозбудованої у середині ХІХ ст. ділянки Брест-Литовського поштового шляху — Великої Вільської вулиці (нині вулиця Перемоги). До середини ХІХ ст., відповідно до Генплану, побудовано нову ділянку Санкт-Петербурзької дороги (нині Покровська вулиця). До побудови нової ділянки, дорога на Санкт-Петербург прямувала навпростець від Торговиці (нині майдан Перемоги). У середині ХІХ ст. ділянку Санкт-Петербурзької дороги південніше перехрестя з Прохорівською вулицею генпланом скоректовано на південний схід та скеровано до перехрестя з вулицями Київською й Михайлівською.
Генпланом 1827 року в ході проєктування радіально-поперечної структури вулиць міста, передбачалося створення значної кількості поперечних (хордових) вулиць, що перехрещувалися із існуючими головними (радіальними) вулицями Київською, Великою Бердичівською, Старовільською, вздовж яких забудовувалося місто. Вздовж Київської вулиці від Семінарійської площі до міської межі передбачалося вісім кварталів, утворених поперечними (хордовими) вулицями й Семінарійським майданом, вздовж Великої Бердичівської — дев'ять кварталів, вздовж Старовільської — сім кварталів, а вздовж нинішньої Покровської — шість кварталів й церковно-приходська площа. Передбачалися два бульварні кільця, що огинали місто з півночі, сходу та південного сходу у різних радіусах від Семінарійської площі. Наступними генеральними планами 1845-1855 рр. зменшено кількість поперечних вулиць й, відповідно, кварталів.
Практичне здійснення генерального плану почалось із середини ХІХ ст. з вступом на посаду губернатора М.П. Синельникова. Синельников розгорнув активну діяльність з упорядкування міста.
Саме згідно з Генеральним планом 1853 року розвивалися існуючі вулиці й утворювалися нові упродовж другої половини ХІХ ст. та початку ХХ ст., до більшовицького перевороту.
Насамперед розплановано східну частину міста (землі хутора Сейферта, передмістя Путятинка). Місцевість являла собою заболочену рівнину з густо розкиданими по ній великими та малими озерцями. Для їх засипки та планування місцевості потрібні були значні кошти й час. Роботи проводилися Губернською будівельною комісією під керівництвом інженер-полковника М.Г. Милова, завдяки якому здійснено осушення колишнього Хлугового озера в районі нинішнього Житнього ринку, осушення болотистої місцевості на Путятинці. Перепланування здійснювалось також в районах з існуючою забудовою. Характерною особливістю розвитку тодішньої північної околиці міста (Гончарної Слободи) стало розпланування на її території житлових кварталів правильної форми (близької до прямокутної) зі збереженням старої системи вулиць й провулків Гончарного хутора. Старі вулиці Гончарна, Старогончарна, провулки Гончарний та Будівельний з їх забудовою опинилися всередині нових кварталів, утворених новозбудованими вулицями Небесної Сотні, Хлібною, Князів Острозьких, Лесі Українки, Домбровського, Степана Бандери. Для позначення нових кварталів на півночі міста (в районі колишньої Гончарної Слободи), у тому числі в офіційних документах кінця ХІХ — початку ХХ ст. вживалася назва «Новоє Строєніє» (Нова Забудова).
Протягом середини — кінця ХІХ ст. сформувалася мережа нових вулиць. Характерною особливістю є утворення новими вулицями чітких кварталів форми, близької до прямокутної. Чіткі квартали правильної форми Старого міста оточувала хаотична забудова та вулична система околиць і передмість: Павликівки (з південного заходу), Закам'янки та Мальованки (із заходу), Рудні, Нової Рудні, Кокоричанки та хутора Каракулі (з північного заходу), села Крошня-Чеська (з півночі), хутора Хінчанка та привокзальної частини міста (з північного сходу), Путятинки (у тому числі хуторів Сейферта, Кашперовського, фільварку Кундіч або сучасної Левківки) — зі сходу та південного сходу, Російської Слобідки — з південного сходу.
Станом на початок ХХ ст. новими вулицями з конфігурацією, близькою до Генерального плану 1853 року стали (усі назви наведені нинішні):
- Київська вулиця (нова ділянка від вулиці Князів Острозьких до майдану Згоди — тодішньої межі міста);
- вулиця Бориса Лятошинського;
- Новий бульвар;
- Львівська вулиця;
- вулиця Михайла Грушевського (закінчувалась за вулицею Князів Острозьких);
- вулиця Перемоги (нова ділянка від Соборного майдану до майдану Короленка);
- вулиця Небесної Сотні;
- вулиця Івана Кочерги;
- Старий бульвар;
- Пушкінська вулиця (від Нового бульвару до вулиці Шевченка);
- вулиця Святослава Ріхтера (до Путятинського майдану);
- вулиця Бориса Тена (до Квіткового провулка);
- Гоголівська вулиця (до Східної вулиці);
- вулиця Степана Бандери;
- Хлібна вулиця;
- Дмитрівська вулиця;
- вулиця Івана Франка;
- вулиця Чорновола;
- вулиця Коцюбинського;
- вулиця Червоного Хреста.
- вулиця Фещенка-Чопівського;
- Шодуарівський провулок;
- Лермонтовська вулиця;
- Синельниківська вулиця;
- вулиця Шевченка (до Східної вулиці);
- ділянки вулиці Князів Острозьких (від вулиці Довженка до Дмитрівської вулиці, від вулиці Бориса Тена до Гоголівської вулиці, від Київської вулиці до вулиці Монтана;
- вулиця Лесі Українки (окремі ділянки вулиці існували раніше);
- вулиця Юрка Тютюнника;
- вулиця Домбровського (до вулиці Івана Мазепи);
- вулиця Миколи Сціборського;
- ділянка Новопівнічної вулиці (від вулиці Перемоги до вулиці Чехова)
- ділянка вулиці Чехова (від Метеорологічного провулка до Новопівнічної вулиці);
- вулиця Івана Мазепи (від вулиці Юрія Вороного до вулиці Михайла Грушевського);
- вулиця Героїв Крут (до Східної вулиці);
- вулиця Довженка (від вулиці Івана Мазепи до Великої Бердичівської вулиці);
- Східна вулиця (від вулиці Корольова до провулка Панаса Саксаганського);

На початку ХХ ст. характерними для старого міста стали невеличкі провулки та проїзди, що починалися з новостворених вулиць та завершувалися, як правило, кутками всередині нових кварталів. Такі провулки названі здебільшого на честь домовласників великих садиб. У таких власників перебували у власності великі ділянки, що займали іноді до половини кварталу чи весь квартал. Наприкінці ХІХ — на початку ХХ ст. такі власники розпродували свої садиби невеликими ділянками під забудову. Для проїзду до внутрішньоквартальних ділянок створювались провулки, зокрема: Графмана (сучасний провулок Михайла Кудрицького), Казимірського (нині Виноградний), Собіщанського (нині Панаса Саксаганського), Багриновського (наразі Новий), Шпільберга (сучасна назва Парковий), Бржестовського (нині Деревообробний), а також Катюка, Аршеневського, Хржановського, Гурвиця, Вакара (нині безіменні проїзди), Дорфмана (нині 1-й Вільський), Гофманський (Пивоварний), Лісовського (згодом Кашкадаєва, нині не існує).
У період після Другої світової війни у кварталах старого міста відбувалося ущільнення старої забудови. Всередині житлових кварталів, сформованих старими вулицями протягом 1950 — 1960-х рр. з'явилися нові провулки, зокрема, Сонячний, Провіантський, 1-й Шевченківський, Східний, 1-й та 2-й Крошенські, 2-й Сінний, 2-й Житній, провулок Карпенка Карого, Бджолиний тощо.
Протягом 1960 — 1980-х рр. у старих житлових кварталах відбувалося будівництво багатоповерхових житлових та громадських будинків. Значна кількість старої забудови була знесена. Найбільше змінився характер забудови північної частини Старого міста, а саме вулиць Перемоги, Домбровського, Юрка Тютюнника, Лесі Українки, Небесної Сотні, Хлібної, Степана Бандери, Львівської, Михайла Грушевського.
Згідно з повоєнним генеральним планом передбачалася прорізка крізь квартали старої забудови нових проспектів. Один з таких був запланований від майдану Перемоги у напрямку залізничного вокзалу, паралельно вулицям Львівській та Михайла Грушевського. Передбачалося також розширення Московської вулиці (нині Небесної Сотні) до параметрів проспекту шляхом знесення старої забудови вулиці. Проєкт частково втілений в життя на відтинку між вулицями Житній Базар та Михайла Грушевського. У 1970 —1980 рр. крізь Старе місто планувалося прокласти проспект Корольова. Передбачалось, що до 1975 року нова ділянка проспекту мала з'єднувати вулицю Московську з наявною частиною вулиці Корольова, з розширенням останньої до параметрів проспекту до Східного промвузла. Велика кількість старої садибної житлової забудови підлягала знесенню, а старі квартали мали бути розрізані новою магістраллю. В рамках реалізації проєкту збудовані декілька багатоповерхівок в районі перехрестя вулиць Шевченка та Князів Острозьких.
На півдні Старого міста у 1960 — 1980 рр. забудова також ущільнювалась. По вулицях Пушкінській, Фещенка-Чопівського, Червоного Хреста, Чорновола, Коцюбинського, Івана Франка, Шевченка збудовані університетські корпуси, студентські гуртожитки та корпуси обласної лікарні.

## Сучасність
Історична малоповерхова забудова Старого міста найбільш зосереджена у східній його частині, в периметрі вулиць Івана Кочерги, Бориса Тена, Хлібної, Гоголівської (південно-східна сторона), Східної, Корольова (північна сторона), Довженка (північно-західна сторона), Святослава Ріхтера (північно-східна сторона). Картографічні джерела здебільшого позначають як Старе місто цю частину міста, а саме вулиці Велику Бердичівську, Івана Кочерги, Івана Франка, Дмитрівську, Героїв Крут, Довженка, частково Шевченка, Святослава Ріхтера, Князів Острозьких.
Назва Старе місто відображена в найменуваннях підприємств та закладів в межах Старого міста. Зокрема, назва закладу громадського харчування по Старому бульвару, магазину продовольчих товарів по вулиці Лермонтовській, а також речовий ринок «Староміський» в районі перетину вулиць Житній Базар, Небесної Сотні, Бориса Тена.